# Tour de siège
Pour les articles homonymes, voir tour, siège et Beffroi (homonymie).
Une tour de siège (appelée  beffroi  au Moyen Âge) est un engin de siège, construit spécialement pour protéger les assaillants et les échelles d’assaut pendant les manœuvres d'approche des murs de fortifications. La tour était souvent rectangulaire avec quatre roues et une hauteur à peu près égale à celle du mur, ou parfois plus élevée pour permettre aux archers de monter au sommet de la tour et de tirer à l’intérieur des fortifications. Comme les tours étaient en bois et donc inflammables, elles devaient être protégées par un revêtement ininflammable, en fer ou en peaux de bête fraîchement abattues. La tour de siège était fabriquée principalement en bois, mais elle comportait parfois des pièces métalliques.
Utilisée depuis le IXe siècle au Proche-Orient antique, depuis 305 av. J.-C. en Europe, et durant l’Antiquité en Extrême-Orient, les tours de siège avaient des dimensions imposantes et par conséquent, comme les trébuchets, étaient donc principalement construites sur le site du siège. À cause du temps important nécessaire à la construction, les tours de siège étaient construites seulement si les défenses de la forteresse ennemie ne pouvaient pas être franchies avec des échelles, minées par des sapes, brisées par enfoncement des murs ou des portes, ou plus simplement par ruse. Son utilisation était meurtrière et elle est décrite comme étant l'une armes de siège les plus redoutables[réf. nécessaire].
La tour de siège portait parfois des soldats armés de piques, d’épées ou d’arbalètes qui tiraient des carreaux sur les défenseurs. En raison de sa taille, la tour était souvent la première cible des pierres lancées par les grandes catapultes, mais elle disposait de ses propres projectiles pour riposter.
Les tours de siège étaient utilisées pour permettre à des troupes de franchir les murs ennemis. Quand la tour de siège parvenait à proximité des murs, on abaissait une passerelle entre l’engin et le mur. Les troupes pouvaient alors se précipiter sur les murs et à l’intérieur du château ou de la ville.

## Utilisation dans l’Antiquité

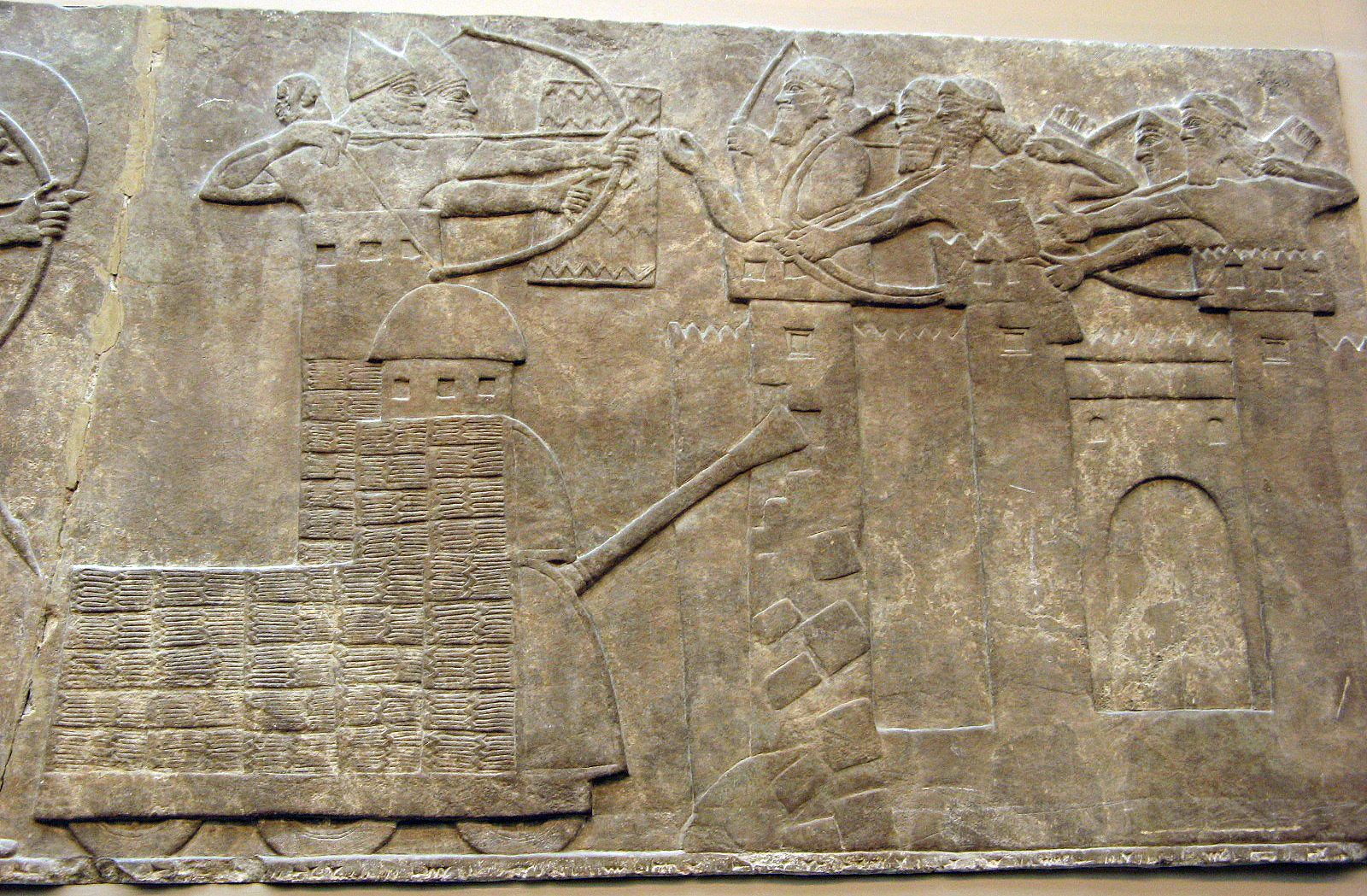
Représentation d'engins de siège antiques (tour et béliers), bas-relief assyrien du

Les premières tours de siège ont été utilisées par les armées de l’Empire assyrien, au cours du IXe siècle av. J.-C., sous le règne d’Assurnazirpal II (884 - 859 av. J.-C.). Des bas-reliefs datant de son règne et des règnes suivants décrivent l'utilisation, en plus des tours de siège, d’un certain nombre d'autres engins de siège, comme les rampes et les béliers. Une des plus anciennes références à la tour de siège mobile dans la Chine antique rapportait ironiquement un dialogue échangé au cours d’une guerre navale. Dans le Yuejueshu chinois (chroniques perdues de l’ État de Yue) compilées plus tard sous la dynastie Han par Yuan Kang en l'an 52 apr. J.-C., il est rapporté que Wu Zixu (526 - 484 av. J.-C.) décrivait les différents types de navires au roi Helu de Wu (514 - 496 av. J.-C.), tout en lui expliquant l'état de leur préparation militaire. Après avoir répertorié les différents types de navires de guerre utilisés, Wu Zixu déclarait:
Aujourd'hui, pour l’entraînement des forces navales, nous utilisons les tactiques des forces terrestres pour une meilleure efficacité. Ainsi, les navires à grandes voiles correspondent aux chars de guerre lourds, les navires à petites voiles aux chars légers, les navires d’abordage aux béliers, les navires châteaux (Lou chuan) à des tours de siège et les navires à pont à la cavalerie légère.

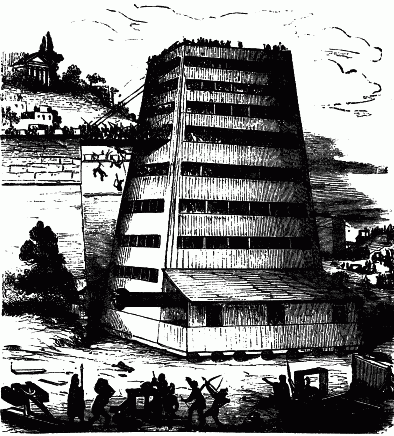
Tours de siège dans l’Antiquité romaine.

Des siècles après son utilisation en Assyrie, l'usage de la tour de siège s’est répandu tout autour de la Méditerranée. Les plus grandes tours de siège de l'Antiquité, comme l’helepolis (qui signifie Le Preneur des villes) utilisé au cours du siège de Rhodes en 305 av. J.-C., pouvaient avoir une hauteur de 135 pieds et une largeur de 67,5 pieds. Pour déplacer de manière efficace des engins de cette taille, il était nécessaire d’utiliser un cabestan. Il transportait 200 soldats et comportait neuf étages, les différents niveaux abritant différents types de catapultes et de balistes. Les tours de siège au cours des siècles suivants, disposaient souvent d’engins similaires.

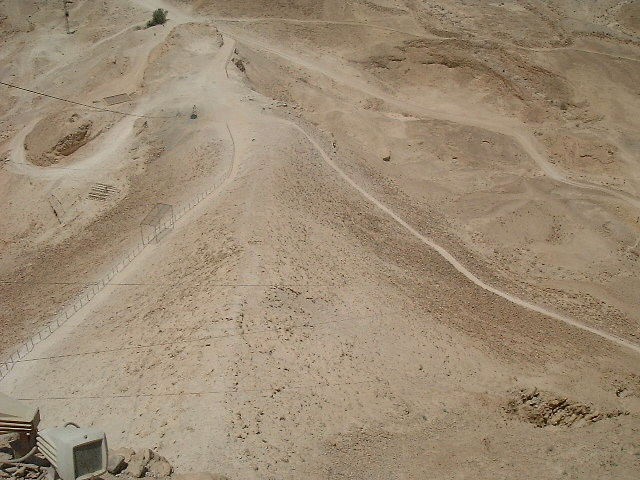
Les vestiges de la rampe du siège de Massada par les romains.

Mais cette grande tour a été mise en échec par les défenseurs qui ont inondé le terrain situé devant les fortifications, créant un fossé qui a provoqué l'enlisement de la tour dans la boue. Le siège de Rhodes illustre ce point important que les grandes tours de siège ont besoin d’un vaste terrain plat pour être utilisées. De nombreux châteaux, des villes et des forts situés en haut d’une butte sont pratiquement invulnérables et impossibles à attaquer par une tour de siège tout simplement en raison de la disposition des lieux. Les petites tours de siège peuvent être utilisées sur des monticules de siège, constitués de terre, de gravats et de bois, construits pour escalader des fortifications. Les vestiges d'un tel siège sont visibles sur la rampe d'accès à Massada, par exemple, qui ont résisté au temps pendant près de 2 000 ans et que l’on peut encore voir aujourd'hui.
D'autre part, la quasi-totalité des grandes villes étaient situées sur de grandes rivières, ou sur une côte, et une partie de leurs fortifications étaient vulnérables à une attaque au moyen de ces tours. En outre, une tour utilisée dans ce but pourrait être préfabriquée ailleurs et amenée en pièces détachées à la ville cible par voie d’eau. Dans certains cas plus rares, ces tours étaient montés sur des navires pour donner l'assaut aux murs côtiers de la ville : au siège de Cyzique (74 av. J.-C.) au cours de la Troisième guerre de Mithridate, par exemple, les tours ont été utilisées en association avec des armes de siège plus classiques.

## Utilisation au Moyen Âge et aux époques suivantes

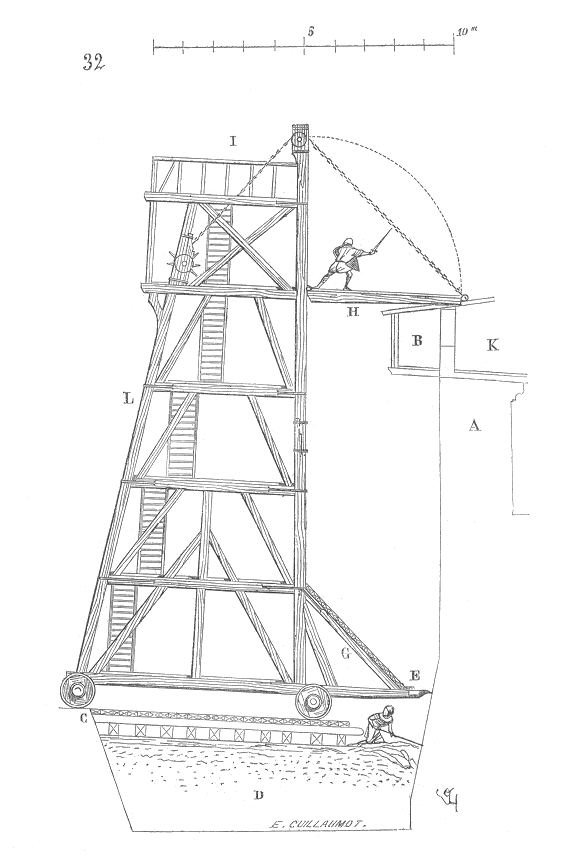
Beffroi d’assaut

Après l'effondrement de l’Empire romain d'Occident, dans les États indépendants d’Occident, et dans l’empire byzantin en déclin, l'utilisation de tours de siège a atteint son point culminant au cours de la période médiévale. Les tours de siège ont été utilisés lorsque les Avars ont assiégé, sans succès, Constantinople en 626, comme le raconte la  Chronicon Paschale :
Et, face à une partie des Murailles de Constantinople de la porte de Polyandrion jusqu’à la porte de St Romanus ils ont préparé l’emplacement nécessaire à douze grandes tours de siège, recouvertes de peaux qui ont été avancées aussi près que possible des fortifications.

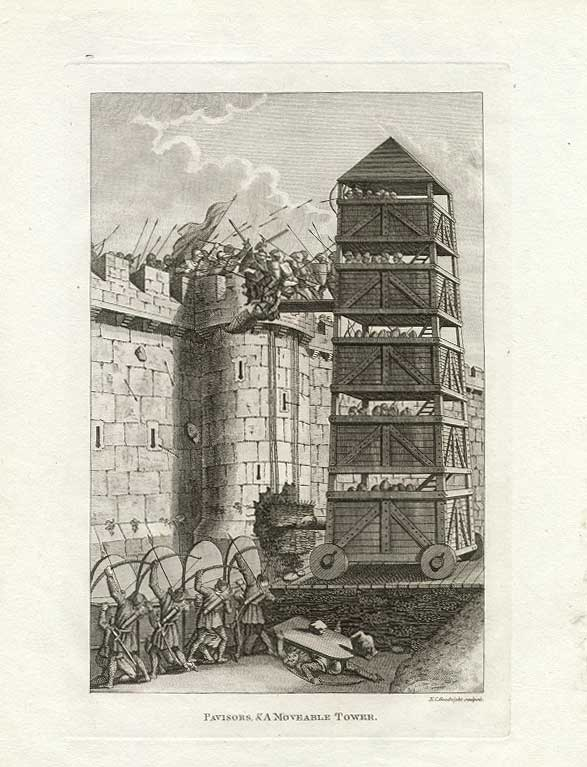
Tour de siège anglaise du Moyen Âge.

Lors de ce siège, les assaillants ont également fait usage de « truies » – des abris mobiles fortifiés qui ont été utilisés tout au long de la période médiévale – pour que les sapeurs puissent remplir les fossés à l’abri des tirs des défenseurs (pour niveler le terrain et permettre aux tours de siège d’être déplacées jusqu’aux murs). Toutefois, la construction d'un talus de fortification en pente à la base des murs (comme cela était courant devant les remparts des croisés) aurait pu, dans une certaine mesure, réduire l'efficacité de cette tactique.
Les tours de siège ont également été perfectionnées au cours de la période médiévale, au siège du château de Kenilworth en 1266, par exemple, 200 archers et 11 catapultes ont été mis en batterie à partir d'une seul tour Malgré tous ces moyens, le siège a duré près d'un an, ce qui en fait le plus long siège de l’histoire de l'Angleterre. Elles n’étaient cependant pas invulnérables, puisque, au moment de la chute de Constantinople en 1453, les tours de siège ottomanes ont été détruites par les défenseurs par le procédé du feu grégeois.
Les tours de siège sont devenues vulnérables et obsolètes avec le développement de l'artillerie. Leur seule utilité avait été de permettre aux troupes d’assaut de franchir les hauts murs des remparts. Cependant, l’utilisation des canons a rendu obsolètes les hauts murs et la conception des fortifications a été remise en cause. Toutefois, les dernières constructions connues sous le nom de tours de batterie ont joué un rôle similaire à l'âge de la poudre à canon, comme les tours de siège, elles étaient construites en bois sur le site pour installer l'artillerie de siège. L'une d'elles avait été construite par l’ingénieur militaire russe Ivan Vyrodkov (en) pendant le siège de Kazan en 1552 par Ivan le Terrible, et pouvait supporter dix canons de gros calibre et 50 canons légers.

## Illustrations modernes
Bien que les tours de siège ne soient plus utilisées par les armées depuis longtemps, elles apparaissent dans plusieurs films : elles ont notamment été représentées dans le film de Peter Jackson Le Seigneur des anneaux : Le Retour du roi (2003) au cours du siège de Minas Tirith, et aussi dans le film Kingdom of Heaven, sorti en 2005. Elles sont très populaires, mais pas nécessairement très répandues, dans les jeux de figurines touchant au domaine de l’histoire et de la fantasy, comme le jeu de stratégie Le Seigneur des anneaux. Dans le jeu de stratégie en temps réel Empire Earth, les tours de siège figurent également comme une unité combattante.
Le jeu Age of Mythology représente la tour Helepolis utilisée par les unités des forces grecques, tirant avec des balistes sur la garnison ainsi que d'autres unités comme des tours de siège égyptiennes qui enfoncent des bâtiments et lancent également des flèches sur les unités de la garnison. Age of Empires II permet également au joueur de créer des tours de siège afin d'outrepasser les murailles ennemies sans les détruire. Rome: Total War et Medieval 2: Total War offrent une vision plus réaliste de la reconstitution des tours de siège, utilisées pour attaquer les murs de fortification.
En outre, bien que la tour du jeu d'échecs symbolise à l'origine un char, les adaptations européenne du jeu ont peut-être été influencées, au moins partiellement, par les tours de siège[réf. nécessaire].

## Équivalents modernes
Lors de l'assaut lors de la prise d'otages du vol 8969 Air France du 24 au 26 décembre 1994, le GIGN a utilisé des passerelles motorisées comme tours de siège pour donner l'assaut contre l'aéronef. Les passerelles ont à la fois permis aux forces de l'ordre de s'approcher de l'avion en restant cachées, et d'accéder directement aux portes de l'appareil.
Lors de l'assaut donné le1er mars 2007 contre le Ungdomshuset à Copenhague, au Danemark, les forces d'intervention ont pris place dans des conteneurs qui ont été soulevés jusqu’aux fenêtres des étages au moyen de grues à flèche.